# Frans Hemsterhuis

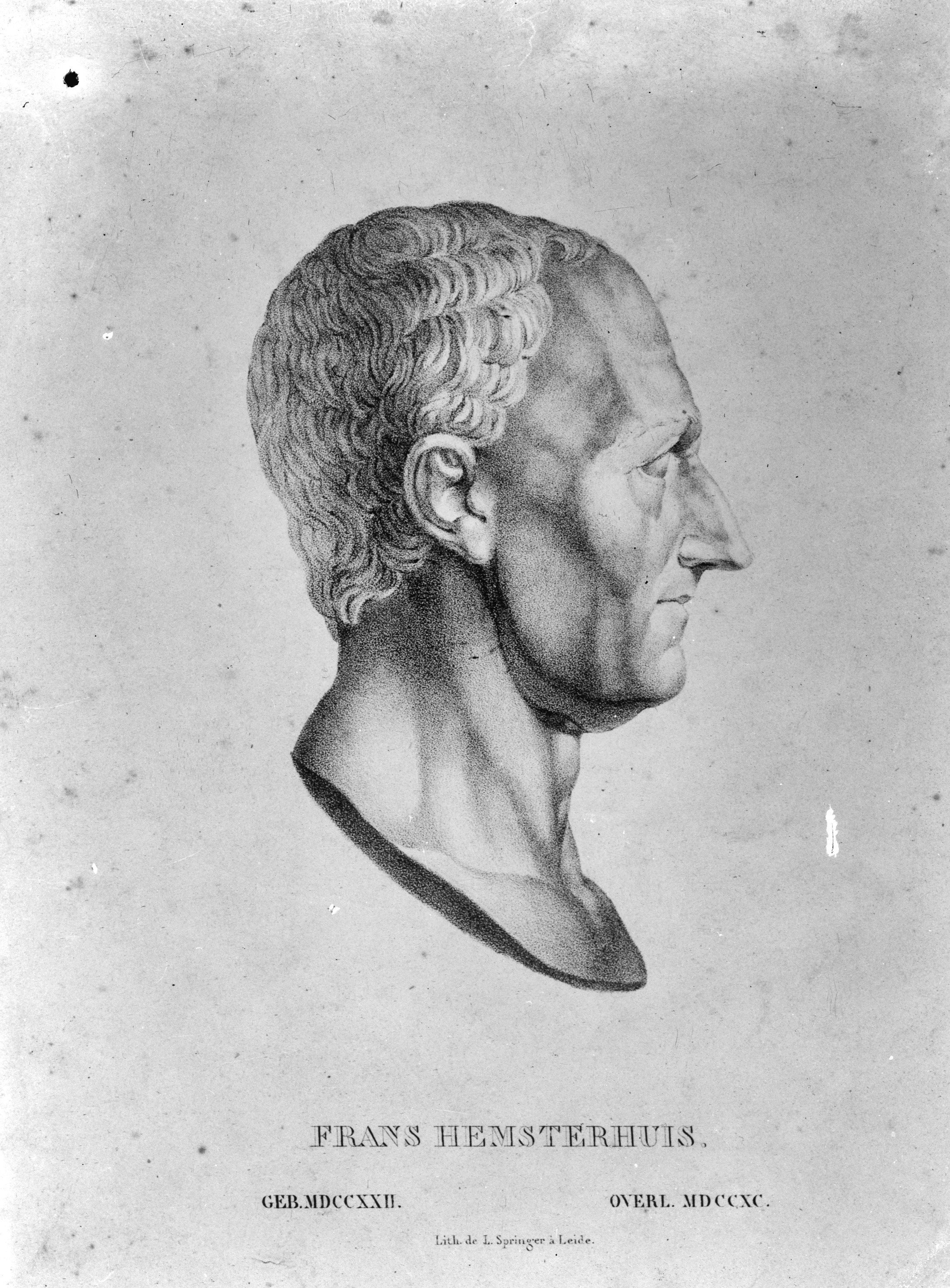
Frans Hemsterhuis

Frans Hemsterhuis, auch Franz Hemsterhuis oder François Hemsterhuis, (* 27. Dezember 1721 in Franeker; † 7. Juli 1790 in Den Haag) war ein niederländischer Philosoph und Schriftsteller in der Zeit der Aufklärung.

## Leben und Wirken
Frans Hemsterhuis war der Sohn des Philologen Tiberius Hemsterhuis und dessen Frau, geborene Cornelia Maria de Wilde (1685–1766). Er studierte an der Universität Leiden und beschäftigte sich intensiv mit den Werken von Platon. Da es ihm nicht gelang, eine Professorenstelle anzutreten, bewarb er sich für den Dienst in der Staatskanzlei der Vereinigten Niederlande.
Er gehörte zum Münsterschen Kreis der Fürstin Amalie von Gallitzin in Münster, in dem auch Friedrich Heinrich Jacobi und Johann Georg Hamann verkehrten. An die Fürstin Amalie, die er Diotima (siehe hierzu Diotima) nannte, war sein Lettre de Dioclès à Diotime sur l’athéisme (Paris 1785) gerichtet. Im Jahre 1773 lernte er Denis Diderot in Den Haag persönlich kennen, jener befand sich auf seiner Reise nach Russland zu Kaiserin Katharina II.
Hemsterhuis’ Philosophie war geprägt von seiner Beschäftigung mit der Antike (insbesondere mit den griechischen Philosophen Sokrates und Platon), sowie von den Aufklärern Locke und Shaftesbury. Er machte es sich zur Aufgabe, zwischen Rationalismus und Sensualismus eine eklektische Vereinigung zu stiften. Seine Erklärung, nach der das Schöne dasjenige sei, was in kürzester Zeit die größte Menge von Vorstellungen erzeugt, beeinflusste Jacobi und Goethe. Seine meist dialogischen Schriften zeigen die Klarheit und Anmut eines geschmackvollen Stilisten und Kunstkenners.

## Werke
- Lettre sur la sculpture, à Monsieur Theod. de Smeth, ancien président des echevins de la ville d'Amsterdam. Rey, Amsterdam 1769. (Digitalisat)
- Sur les désirs (Paris 1770)
- Lettre sur l’homme et ses rapports (Paris 1772). (Digitalisat)
- Sophyle, ou de la philosophie (Paris 1778). (Digitalisat)
- Aristée, ou de la divinité (Paris 1779). (Digitalisat)
- Alexis, ou sur l’âge d’or. Hartknoch, Riga 1787. (Digitalisat)
- Œuvres philosophiques . 2 Bände. Jansen, Paris 1792. (Digitalisat Band 1), (Band 2)